# Guy-Crescent Fagon
Guy-Crescet Fagon (Parijs, 11 mei 1638 – aldaar, 11 maart 1718) was een Frans arts en botanicus. Hij heeft vooral invloed gehad doordat hij arts aan het Franse hof was, vanaf 1680 als lijfarts van Maria Anna van Beieren, en van Maria Theresia van Spanje, en vanaf 1693 als lijfarts van Lodewijk XIV.

## Biografie
Guy-Crescent was de zoon van Henri Fagon, commissaris van oorlog, en Louise de la Brosse, nichtje van Guy de la Brosse (1586-1641), de stichter van de Koninklijke Plantentuin van Parijs. Guy-Crescent werd in de Koninklijke Plantentuin geboren, twee jaar voordat deze openging voor het publiek. Zijn vader overleed toen hij nog erg jong was.
Guy-Crescent bleek een goed student en behaalde zijn titel doctor in de medicijnen op 9 december 1664, 26 jaar oud. Hij studeerde af op een these over de circulatie van bloed. Hij werkte na zijn doctoraat twee jaar als arts in het "Hôtel-Dieu", het oudste ziekenhuis van Parijs.

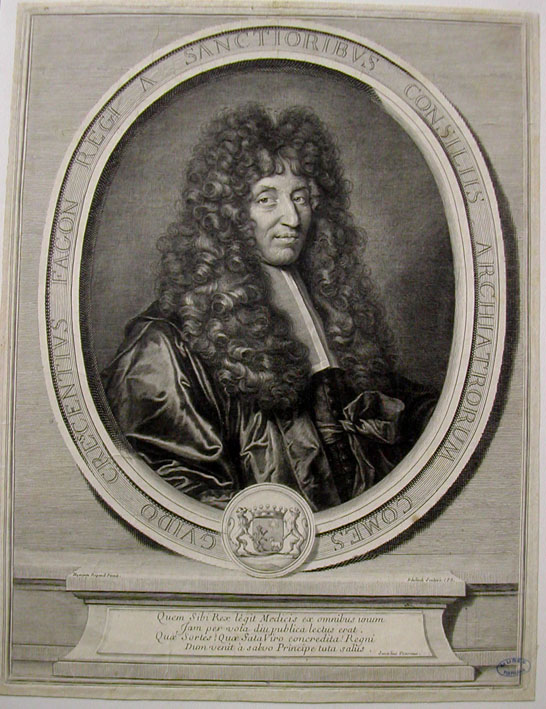
Portret van Fagon als lijfarts (archiater) van de koning

In het jaar van zijn afstuderen was hij op voorspraak van Antoine Vallot, de lijfarts van de koning, een tijd als student in Montpellier om daar bij Pierre Magnol botanie te studeren. Vallot, die zich bezighield met de revitalisering van de Koninklijke Plantentuin, liet hem ook planten verzamelen in Frankrijk, met name in Auvergne, de Languedoc, de Provence, de Alpen en de Pyreneeën. Fagon werkte daarna mee aan de eerste catalogus van de Koninklijke Plantentuin, Hortus regius, onder redactie van Denis Joncquet, demonstrator van planten aan die tuin. In de catalogus stonden beschrijvingen van ruim 4000 soorten, waarvan het grootste deel door Fagon was verzorgd. Na Joncquets dood, 6 september 1671, volgde Fagon hem op als demonstrator.
Kort na zijn afstuderen werd hij de docent die de twee leerstoelen in de botanie en chemie aan de Koninklijke Plantentuin bekleedde. En net zoals hij de Koninklijke tuin had herbevolkt met planten, herbevolkte hij die nu ook met jonge studenten, die van overal door zijn lessen worden aangetrokken.
In 1680, toen de kroonprins trouwde, koos Lodewijk XIV Fagon uit als lijfarts voor de nieuwe echtgenote. Enkele maanden later werd hij ook de lijfarts van de koningin. In 1693, nadat Antoine d'Aquin in ongenade was gevallen, werd Fagon ten slotte de lijfarts van de Zonnekoning. Door zijn bezigheden aan het hof had hij geen tijd meer voor de leerstoelen in de botanie en de chemie aan de Koninklijke tuin. Die droeg hij in 1683 over aan Joseph Pitton de Tournefort.
In 1698, na de dood van Édouard Colbert, Markies van Villacerf, hoofdinspecteur van gebouwen, werd Fagon hoofdinspecteur van de Koninklijke Plantentuin, een titel die hij tot aan zijn dood hield.
Op 14 februari 1699 werd Fagon benoemd tot erelid van de Académie des Sciences.
Fagon gebruikte zijn invloed aan het hof onder andere om de reizen van Charles Plumier naar de Antillen en Midden-Amerika, die van Louis Éconches Feuillée naar Peru, en de reis van Joseph Pitton de Tournefort naar de Levant op touw te zetten. De reis naar Peru was vooral bedoeld om daar Kinabast (Cichona officinalis), de leverancier van kinine te bestuderen en verzamelen. De reis naar de Levant was niet in de laatste plaats bedoeld om planten voor de Koninklijke Plantentuin te verzamelen. Fagon gebruikte zijn invloed bij de koning ook bij benoemingen. Zo speelde hij een belangrijke rol bij de benoemingen tot hoogleraar van Joseph Pitton de Tournefort en van Pierre Magnol.
Fagon was een van de eersten die de veronderstelde heilzaamheid van tabak op de gezondheid ter discussie stelt.
Hij was getrouwd met Marie Nozereau, met wie hij twee zonen had.
Na de dood van Lodewijk XIV, op 1 september 1715, trok Fagon zich terug in de Koninklijke Plantentuin, waarvan hij nog hoofdinspecteur was. Hij overleed daar op 11 maart 1718, bijna 80 jaar oud.

## Eponiemie

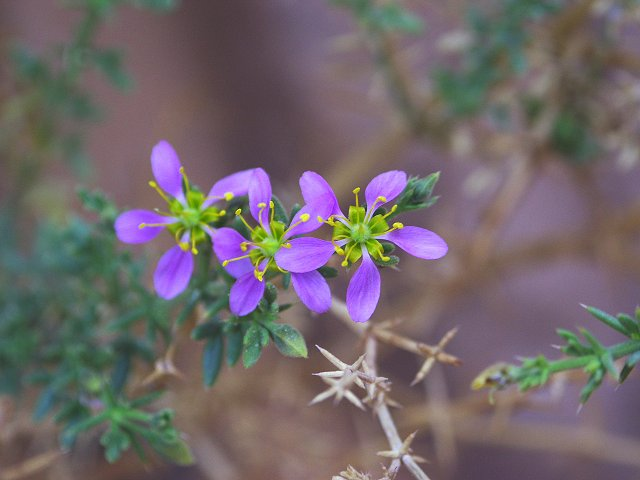
Fagonia arabica

- Het plantengeslacht Fagonia L. (nu in de familie der Zygophyllaceae), is door Tournefort[8] naar hem genoemd. Linnaeus nam de naam in 1753 over.

Enkele soorten planten dragen een toenaam (epitheton) die naar Fagon verwijst:
- Vicia fagonii Lapeyr. uit de familie der Leguminosae
- Saxifraga fagonii Bubani uit de familie der Saxifragaceae
- Bartsia fagonii Lapeyr. uit de familie der Scrophulariaceae
- Euphrasia fagonii Bubani uit de familie der Scrophulariaceae

De toenaam fagonioides verwijst naar een gelijkenis met Fagonia en dus slechts indirect naar Fagon.
- Charles Plumier noemde het geslacht Guidonia naar hem[9] maar Linnaeus noemde dit geslacht later Samyda L.

- Bibliothèque nationale de France: cb12133261q (data)
- Author citation (botany): Fagon
- Gemeinsame Normdatei: 10407180X
- International Standard Name Identifier: 0000 0001 2101 0855
- Library of Congress Control Number: no2005015994
- Nationale Bibliotheek van Tsjechië: nlk20000085316
- Nederlandse Thesaurus van Auteursnamen: 070117624
- Istituto Centrale per il Catalogo Unico: MILV282138
- Système universitaire de documentation: 077294939
- Virtual International Authority File: 46795488
- WorldCat: E39PBJht8XGYcM9qhPrQmhXWXd